# Ceișoara
Ceișoara – wieś w Rumunii, w okręgu Bihor, w gminie Ceica. W 2011 roku liczyła 596 mieszkańców.